# Щаслива
Щасли́ва — село в Україні, у Липовецькій міській громаді Вінницького району Вінницької області. Населення становить 800 осіб.

## Історія
12 червня 2020 року, розпорядженням Кабінету Міністрів України № 707-р «Про визначення адміністративних центрів та затвердження територій територіальних громад Вінницької області», увійшло в Липовецьку міську громаду.
17 липня 2020 року, в результаті адміністративно-територіальної реформи та ліквідації Липовецького району, село увійшло до складу Вінницького району.

## Населення

### Мова
Розподіл населення за рідною мовою за даними перепису 2001 року:
| Мова       | Кількість | Відсоток |
| ---------- | --------- | -------- |
| українська | 805       | 99.38%   |
| російська  | 5         | 0.62%    |
| Усього     | 810       | 100%     |

## Визначні земляки
- Григорчук Петро Семенович — (народ. 06.08.1941) — історик, краєзнавець, кандидат історичних наук, професор.

## Померли
- Ганс-Георг Ромайке (нім. Hans-Georg Romeike; 5 грудня 1920, Кенігсберг, Веймарська республіка — 14 січня 1944)— німецький офіцер, оберлейтенант резерву вермахту. Кавалер Лицарського хреста Залізного хреста.